# Einkaufsgenossenschaft Gebäudetechnik
Die Einkaufsgenossenschaft Gebäudetechnik EGT ist eine in der Schweiz und dem Fürstentum Liechtenstein tätige Genossenschaft im Gebäudetechnikbereich. Sie hat ihren Sitz in Zürich und ist eine Genossenschaft im Sinne des 29. Titels des Schweizer Obligationenrechts.

## Zweck
Die Genossenschaft ist eine Verbindung von Firmen der Gebäudetechnikbranchen aus der Schweiz und dem Fürstentum Liechtenstein. Der Hauptzweck der Einkaufsgenossenschaft Gebäudetechnik EGT ist, ihren Mitgliedern beim Wareneinkauf grösstmögliche Vorteile zu bieten.

## Geschichte
In den 1950er Jahren herrschte auf dem Markt der Schweizer Gebäudetechnikbranche Materialknappheit. Aus diesem Grund wurde im Jahre 1957 die Einkaufsgenossenschaft Gebäudetechnik EGT gegründet. Der ursprüngliche Gedanke der Genossenschaft war, dass die Mitglieder das benötigte Material schneller erhalten. Später veränderte sich der Markt der Gebäudetechnikbranche. Es herrschte keine Materialknappheit mehr. Der ursprüngliche Zweck der Genossenschaft wandelte sich. Heute stehen die finanziellen Vorteile einer Mitgliedschaft im Vordergrund.
Seit 2023 nimmt die Einkaufsgenossenschaft Gebäudetechnik EGT auch Lieferantenrechnungen im PDF-Format entgegen. Ebenso steht für das Weiterleiten der Rechnungen an die Mitglieder seit 2023 der elektronische Weg zur Verfügung.

## Funktionsweise

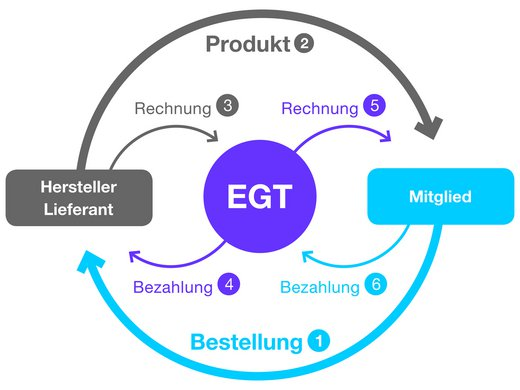
Funktionsweise EGT

Die Funktionsweise basiert auf dem Factoring. Zuerst erfolgt die Bestellung des Mitglieds beim angeschlossenen Hersteller/Lieferanten. Anschliessend erfolgt die Produktlieferung durch den Hersteller/Lieferanten. Der Hersteller/Lieferant stellt der Einkaufsgenossenschaft die Bestellung des Mitglieds in Rechnung. Die Einkaufsgenossenschaft bezahlt diese Rechnung innert 8 Tagen. Für die Rückvergütung und für das Skonto nimmt die Einkaufsgenossenschaft einen Abzug vor. Die Einkaufsgenossenschaft sammelt die Rechnungen der Hersteller/Lieferanten und stellt diese den Mitgliedern einmal pro Woche zu. Die Mitglieder haben dann 60 Tage Zeit, um die Rechnungen zu bezahlen. Zahlen sie bereits innert 30 Tagen, profitieren sie von 2 % Skonto. Die Rückvergütungen werden einmal pro Jahr ausbezahlt. Ebenso ein allfälliger Bonus.